# Ofiuco (astrología)

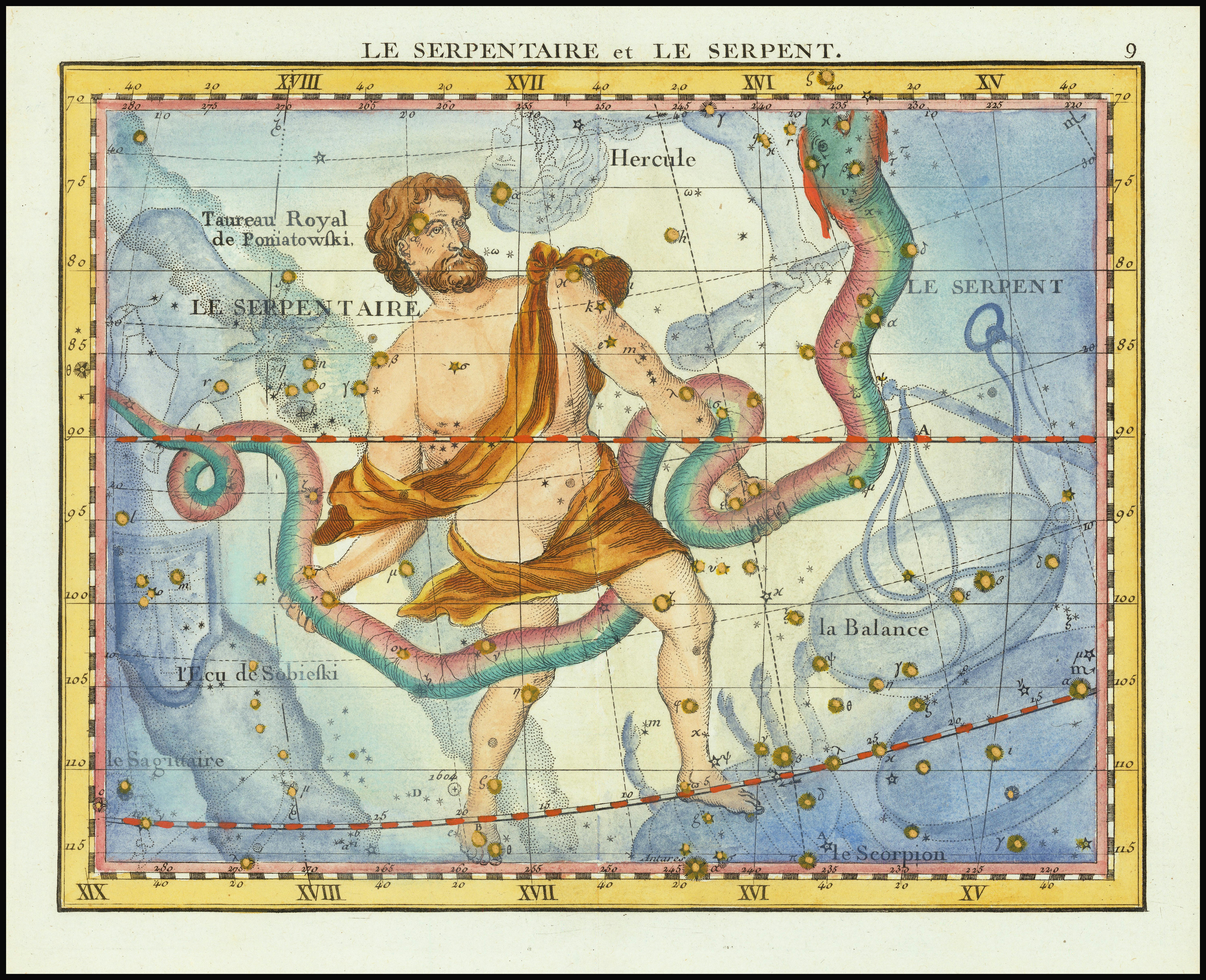
El serpentario y la serpiente. Ilustración en el libro del astrónomo británico John Flamsteed de 1776 que muestra la posición de la constelación de Ofiuco ('el portador de la serpiente') con sus pies sobre la eclíptica, a la izquierda de las constelaciones de Libra y Escorpio, y a la derecha de Sagitario. Ofiuco carga a la serpiente, que comprende la constelación de Serpens; compuesta por Serpens cauda, la cabeza a la derecha, y Serpens caput, la cola a la izquierda.

Ofiuco (⛎), también conocido como el serpentario o el portador de la serpiente (del griego Ὀφιοῦχος, Ophioukhos), es un supuesto y discutido decimotercer signo astrológico propuesto a finales del siglo XX y popularizado en ciertos medios en el XXI.
La idea de ofiuco como un signo astrológico fue presentada por primera vez en 1970 por Steven Schmidtt y luego retomada en 1995 por Walter Berg, quien se atribuye la fundación del zodiaco de trece signos, un sistema astrológico inspirado en el zodíaco sideral.
La noticia de la incorporación oficial de un decimotercer signo a la rueda del zodiaco tropical ha circulado desde el 2011 por diferentes medios de comunicación y es considerada un bulo.

## Contexto

### Astrología occidental
Los signos del zodíaco (del griego zōidiakòs kýklos, "rueda o ciclo de los animales") son doce divisiones de treinta grados de la eclíptica por lo que no corresponden ni deben ser confundidos con las agrupaciones de cuerpos celestes que son las constelaciones. No obstante, si bien los signos del zodíaco se asocian a constelaciones, la astrología occidental se basa en los movimientos de los planetas en el sistema solar en las 12 divisiones de la eclíptica generadas a partir del punto Aries (o Vernal) como marcador celeste del equinoccio de marzo. En ese sentido, las doce divisiones inician y terminan en el punto Aries.Por lo anterior, las fechas en las que el sol está dentro de los límites de una constelación astronómica no corresponden a las fechas en las que está dentro de los límites de un signo astrológico.
Este ordenamiento fue realizado en Mesopotamia durante el imperio caldeo, alrededor del 500 a. C., al añadir al zodíaco de ese entonces (desarrollado siglos antes y compuesto por ocho signos) cuatro nuevos signos, llamados hoy los cardinales: Aries, Cáncer, Libra y Capricornio, configurando de esta manera las 12 divisiones en partes iguales de la rueda de los animales con base en los puntos cardinales del Sol que determinan el inicio de las estaciones; esto es, los momentos que correspondían a los equinoccios (Aries y Libra) y solsticios (Cáncer y Capricornio) en el hemisferio norte.
Hoy en día, debido a la precesión de los equinoccios, cuando el Sol pasa del hemisferio celeste sur al hemisferio celeste norte (equinoccio de marzo), el punto Aries en la eclíptica no se ubica al inicio de la constelación de Aries sino sobre la constelación de Piscis.

### Astronomía

Imagen de la constelación de Ofiuco y la eclíptica, la mayor parte de la constelación se ubica al norte de la misma.

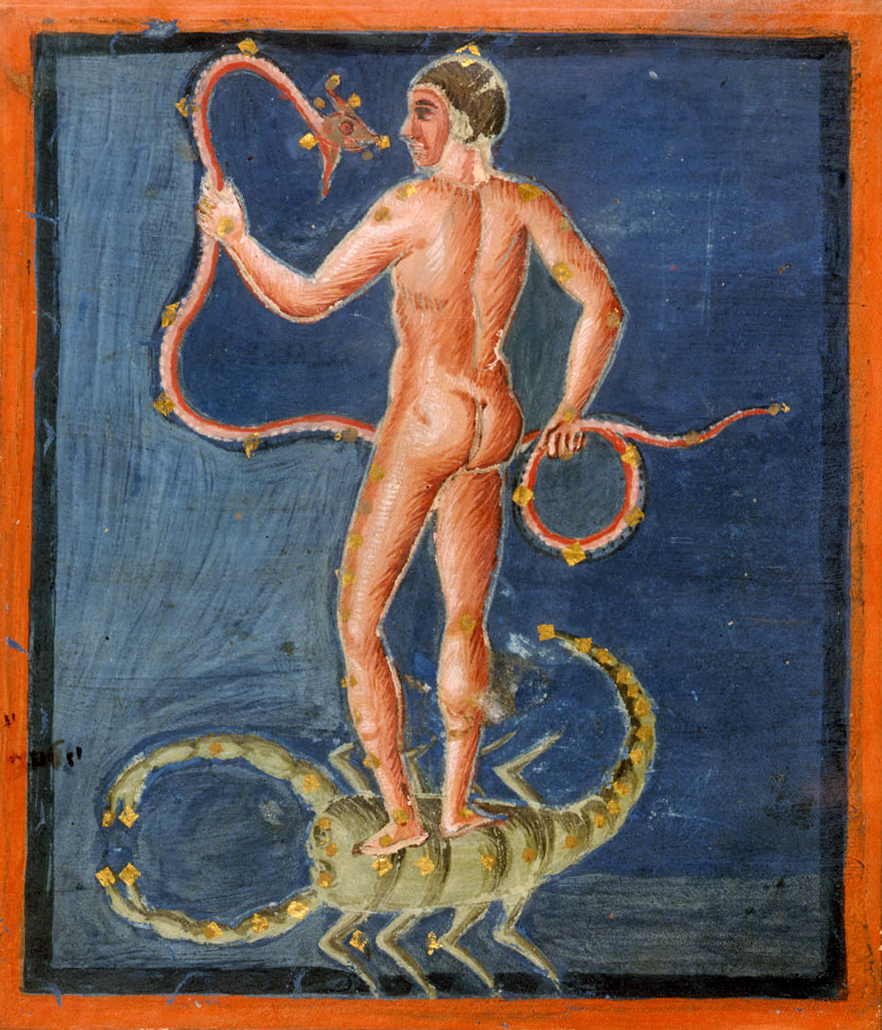
El serpentario (o portador de la serpiente) y la serpiente sobre escorpión. Ilustración en el Aratea de Leiden, circa 825 d. C.

La constelación de Ofiuco es una de las 48 constelaciones antiguas reconocidas por los griegos alrededor del siglo V a. C, quienes heredaron ese conocimiento de los caldeos. Los griegos fueron quienes asociaron Ofiuco al dios Esculapio, tratando a la constelación como una representación en el cielo de la deidad de la medicina y la curación.
La Unión Astronómica Internacional aprobó la posición y límites modernos de Ofiuco en su tercera reunión de 1928, publicada en 1930.
La mayor parte de la constelación se ubica al norte de la eclíptica. El tramo sur de la constelación (que corresponden a los pies del portador) —que va desde η Ophiuchi (o Sabik) hasta Theta Ophiuchi— cruza la eclíptica, entre las constelaciones de Sagitario (al oeste) y la de Escorpio (al este).

## Ofiuco como signo astrológico
La idea de Ofiuco como un decimotercer signo zodiacal surgió en 1970 cuando Steven Schmidt argumentó en su libro Astrology 14: How to Cast and Interpret It sobre la existencia de catorce signos zodiacales. Basándose en el tránsito del Sol en las constelaciones de la eclíptica, postuló la idea de añadir dos nuevos signos astrológicos a los doce de la astrología occidental: Ofiuco (del 6 al 31 de diciembre) y Cetus (del 12 de mayo al 6 de junio).
Cerca de dos décadas después, la idea fue retomada en 1995 por el astrólogo británico Walter Berg cuando publicó su libro The 13 Signs of the Zodiac. Berg se atribuye la fundación del zodiaco de trece signos como parte de una astrología sideral.
En 2011 el astrónomo Parke Kunkle de la Sociedad del Planetario de Minnesota (MPS, siglas en inglés) comentó en una entrevista al Star Tribune que el Sol transita a lo largo de trece constelaciones. Indicó fechas para el tránsito del Sol sobre las trece constelaciones de la eclíptica e incluyó a Ofiuco en el periodo que va desde el 29 de noviembre hasta el 17 de diciembre. La noticia causó revuelo en algunos sectores ya que varios medios tergiversaron y propagaron la noticia de que un astrónomo recomendaba a los astrólogos incluir a un decimotercer signo en sus interpretaciones astrológicas.
En 2016 y 2020 la noticia de Ofiuco como nuevo signo astrológico nuevamente atrajo la atención de medios en diferentes partes del mundo. En 2020 la designación del nuevo signo se atribuyó a la Administración Nacional de Aeronáutica y el Espacio (NASA) de Estados Unidos. El 16 de julio de 2020 la NASA se pronunció al respecto: «No, no cambiamos el zodíaco. Cuando los babilonios inventaron las constelaciones [signos del zodíaco] hace 3000 años, optaron por omitir un decimotercer signo».

### Zodiaco de 13 signos de Walter Berg
De acuerdo a Walter Berg, en el zodiaco sideral de trece signos basado en el tránsito del Sol sobre las constelaciones de la eclíptica, la constelación de Ofiuco comienza el 29 de noviembre y termina el 16 de diciembre. Según Berg, los signos astrológicos quedarían de la siguiente manera:
- Aries - del 17 de abril al 14 de mayo
- Tauro - del 15 de mayo al 21 de junio
- Géminis - del 22 de junio al 19 de julio
- Cáncer - del 20 de julio al 10 de agosto
- Leo - del 11 de agosto al 16 de septiembre
- Virgo - del 17 de septiembre al 30 de octubre
- Libra - del 31 de octubre al 22 de noviembre
- Escorpio - del 23 al 28 de noviembre
- Ofiuco - del 29 de noviembre al 17 de diciembre
- Sagitario - del 18 de diciembre al 20 de enero
- Capricornio - del 21 de enero al 17 de febrero
- Acuario - 18 de febrero al 11 de marzo
- Piscis - del 12 de marzo al 16 de abril